# Carl Orff
Carl Orff (ur. 10 lipca 1895 w Monachium, zm. 29 marca 1982 tamże) – niemiecki kompozytor, pedagog i dyrygent.

## Dokonania
Przedstawiciel prymitywizmu muzycznego XX wieku, w twórczości widoczne również wpływy muzyki średniowiecza i renesansu. Głównie stosował współbrzmienia kwartowo-kwintowe, inne cechy charakterystyczne to monumentalizm brzmienia i wielki aparat wykonawczy. Większość jego dojrzałych utworów to dzieła sceniczne.
Carl Orff opracował własną metodę wychowania muzycznego dzieci, której głównym elementem jest śpiew i gra na prostych instrumentach perkusyjnych (tzw. instrumentarium Orffa, w skład którego wchodzą bębenki, tamburyn, kołatki, grzechotki, trójkąty, dzwonki melodyczne). Duży nacisk kładzie na improwizację i rozwijanie ekspresji, najważniejszym elementem w muzykowaniu jest rytm. Metoda Orffa szeroko jest też wykorzystywana w muzykoterapii dorosłych. 
Metoda Orffa jest rozpowszechniana przez Instytut Orffa, działający przy Mozarteum w Salzburgu.
Autor aforyzmu: „Bądź uroczy dla swych wrogów – nic ich bardziej nie rozzłości”.
Jego nazwisko figurowało na Gottbegnadeten-Liste (Lista obdarzonych łaską Bożą w III Rzeszy).

## Ważniejsze kompozycje
- Carmina Burana (1937)
- Księżyc (Der Mond) (1939) – opera
- Mądra (Die Kluge) (1943) – opera
- Catulli Carmina (1943)
- Trionfo di Afrodite (1951)
- De Temporum Fine Comoedia(inne języki) (1973, 1977)

## Odznaczenia
- 1949 – Nagroda Państwowa NRD III Klasy (później ją zwrócił)[4]
- 1956 – Order Pour le Mérite[5]
- 1959 – Order Bawarski Zasługi[4]
- 1972 – Wielki Krzyż Zasługi z Gwiazdą i Wstęgą Orderu Zasługi Republiki Federalnej Niemiec
- 1974 – Austriacka Odznaka Honorowa za Naukę i Sztukę[4]
- 1981 – Order Maksymiliana za Naukę i Sztukę[6]